# Lőrinczi Miklós
Lőrinczi Miklós (Göc, 1927. május 31. – 2018. december 27. (k. n.)) erdélyi magyar élelmiszeripari mérnök, természettudományi szakíró.

## Élete és munkássága
A kolozsvári Római Katolikus Gimnáziumban érettségizett (1946), a galaci Élelmiszeripari Műszaki Főiskolán mérnöki oklevelet szerzett (1962). Munkahelye a marosvásárhelyi, ill. a nagyváradi konzervgyár, majd a Kolozs megyei Kutató-Tervező Intézet technológiai szekciója (1973-80). Ismeretterjesztő cikkeit a Dolgozó Nő közölte. Kötete: Tápláló mikroorganizmusok (Antenna, Kolozsvár, 1979).